# La Chevauchée terrible
Pour plus de détails, voir Fiche technique et Distribution.
La Chevauchée terrible (La parola di un fuorilegge... è legge! en italien ; Take a Hard Ride en anglais) est un film italo-américain d'Antonio Margheriti (sous le pseudonyme d'Anthony M. Dawson) sorti en 1975.

## Synopsis
La petite ville de Sonora reçoit un chargement de 86 000 dollars. Ce butin va bientôt provoquer une hécatombe sans précédent. Plusieurs hommes, tous appâtés par l'argent tentent de s'en emparer : un chasseur de primes avide, une bande de voyous et... le shérif lui-même...

## Fiche technique
- Titre français : La Chevauchée terrible
- Titre original italien : La parola di un fuorilegge... è legge!
- Titre original anglais : Take a Hard Ride
- Réalisation : Antonio Margheriti (comme Anthony M. Dawson), assisté de Hal Needham
- Scénario : Eric Bercovici et Jerry Ludwig
- Directeur de la photographie : Riccardo Pallottini
- Montage : Stanford C. Allen
- Musique : Jerry Goldsmith
- Costumes : Augustin Jiménez
- Décors : Julio Molina
- Production : Harry Bernsen
- Genre : Western
- Pays de production :  Italie,  États-Unis
- Durée : 103 minutes
- Date de sortie :
  - États-Unis : 29 octobre 1975

## Distribution
- Jim Brown (VF : Jacques Degor) : Pike
- Lee Van Cleef (VF : Jean-François Laley) : Kiefer
- Fred Williamson (VF : Med Hondo) : Tyree
- Catherine Spaak (VF : Brigitte Morisan) : Catherine
- Jim Kelly : Kashtok
- Barry Sullivan : Kane
- Dana Andrews (VF : Michel Gudin) : Morgan
- Harry Carey Jr. : Dumper
- Robert Donner (VF : Henri Labussière) : Skave
- Charles McGregor : Cloyd
- Leonard Smith : Cangey
- Ronald Howard : Halsey
- Ricardo Palacios : Calvera
- Robin Levitt : Chico
- Buddy Joe Hooker : Angel